# Château de Chillingham
Le château de Chillingham est un château médiéval situé dans le village de Chillingham, dans le nord du Northumberland, en Angleterre. Du XVe siècle aux années 1980, ce fut le siège des familles Grey (en) et Bennet (en). À l'intérieur du parc du château, un grand espace clos est réservé aux taureaux blancs de Chillingham, une race rare, constituée d'environ 90 têtes de bétail. Le château est un monument classé Grade I.

## Histoire
À l'origine, à la fin du XIIe siècle, le château était un monastère. En 1298, le roi Édouard Ier d'Angleterre séjourna au château alors qu'il se rendait en Écosse pour combattre une armée écossaise menée par William Wallace. Une fenêtre vitrée dans un cadre fut spécialement installée pour le roi, fait peu commun dans de tels bâtiments à cette époque.
Les bovins sauvages de Chillingham occupent un terrain adjacent au château, anciennement détenu par le Sir John Knott Trust, et qui appartient maintenant à l'Association appelée Chillingham Wild Cattle Association (un organisme de bienfaisance n'ayant aucun lien avec le château).

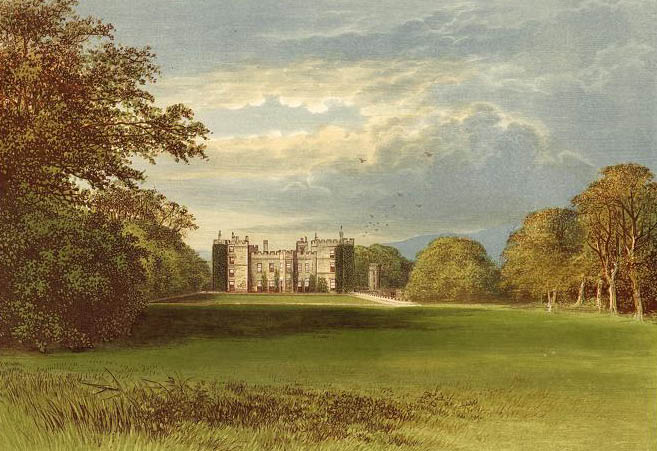
Peinture du XIXe siècle représentant le château.

Le château était un endroit stratégique important à l'époque médiévale: il était situé à la frontière séparant deux nations ennemies. Il fut utilisé comme lieu de ravitaillement pour les armées anglaises entrant en Écosse, mais fut également attaqué à plusieurs reprises et assiégé par les armées écossaises et par des raids se dirigeant vers le sud. Le site contenait un fossé, et à certains endroits, les fortifications avaient une épaisseur d'environ 3,5 m.
Le bâtiment subit une sérieuse série d'améliorations, et en 1344, une licence pour créneler (en) fut délivrée par le roi Édouard III, permettant ainsi la construction de créneaux et améliorant la forteresse de manière efficace pour la transformer en château de forme quadrangulaire (en).
En 1617, Jacques Ier, premier roi d'Angleterre et d'Écosse, séjourna au château lors d'un voyage entre ses deux royaumes. Alors que les relations entre les deux pays s'apaisaient à la suite de l'union des couronnes, le besoin d'une forteresse militaire dans la région diminua. Le château fut progressivement transformé, le fossé comblé, et les créneaux convertis en ailes résidentielles. Une salle destinée aux banquets et une bibliothèque furent construites.
Au XVIIIe et au XIXe siècles, le parc subit un aménagement paysager, des travaux furent effectués par  Sir Jeffry Wyattville. Le parc, autrefois vaste et maintenant séparé du château, était réservé aux célèbres taureaux blancs de Chillingham.
Pendant la Seconde Guerre mondiale, le château fut utilisé comme caserne. À cette époque, une quantité importante de bois décoratif est supposée avoir été démontée et brûlée par les soldats cantonnés à cet endroit. Après la guerre, le château commença à tomber en ruine. Le plomb avait été retiré de la toiture, causant de vastes dommages dus aux intempéries sur la plupart du bâtiment. Dans les années 1980, le château fut acheté par Sir Humphry Wakefield (en), dont la femme Catherine était une parente éloignée de la famille Grey de Chillingham. Il entreprit une restauration rigoureuse du château. Certaines sections sont ouvertes au public, et des appartements de vacances sont disponibles et prêts à la location.

## Les fantômes de Chillingham

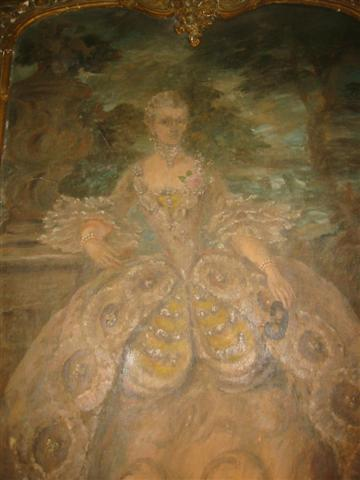
Lady Mary Berkerley, dont le fantôme peut être entendu à l'intérieur du château.

Les propriétaires actuels qui vendent le château affirment qu'il s'agit du château le plus hanté de Grande-Bretagne. Il a été l'objet de nombreux sujets à la télévision et à la radio.
Le fantôme le plus célèbre est le « garçon bleu (ou radieux) » (« blue or radiant boy »), qui, selon les propriétaires, hantait la salle rose (Pink Room) du château. Des hôtes auraient rapporté avoir vu des flashs bleus ainsi qu'un « halo » de lumière bleue au-dessus de leurs lits à la suite d'un hurlement. On prétend que ces obsessions ont cessé après que les travaux de rénovation ont révélé la présence d'un homme et d'un jeune garçon dans un mur de 3 m d'épaisseur. Des documents datant de l'Armada espagnole furent également trouvés dans le mur.

## Dans la littérature
Dans le roman La Fiancée de Lammermoor (1819) de Sir Walter Scott, le château de Chilligham est désigné comme le dernier refuge d'une ancienne race de bovins écossais (les taureaux blancs de Chillingham).

## Source
- (en) Cet article est partiellement ou en totalité issu de l’article de Wikipédia en anglais intitulé « Chillingham Castle » (voir la liste des auteurs).